# Seiichi Morimura
Seiichi Morimura (Kumagaya, 2 gennaio 1933 – Tokyo, 24 luglio 2023) è stato uno scrittore giapponese.

## Biografia
Divenne conosciuto per il controverso libro La gola del Diavolo, scritto nel 1981, che rivelò le atrocità commesse dall'Unità 731 dell'Esercito Imperiale Giapponese durante la seconda guerra sino-giapponese (1937-1945).
La gola del Diavolo fu originariamente serializzato sull'Akahata (il quotidiano nazionale ufficiale del Partito Comunista Giapponese) nel 1980, e successivamente pubblicato dalla Kobunsha, in due volumi nel 1981 e 1982. Nelle polemiche seguenti la pubblicazione, la metà di una fotografia nel libro si rivelò essere un fotomontaggio e Kobunsha si vide costretto a ritirare il libro. Una seconda edizione fu poi ripubblicata dalla Kadokawa Shoten senza la controversa fotografia.
Da un suo romanzo è stato tratto il film storico Genghis Khan - Il grande conquistatore del 2007.